# Nicholas Georgescu-Roegen
Nicholas Georgescu-Roegen (Constanta, Koninkrijk Roemenië, 4 februari 1906 - Nashville (Tennessee), Verenigde Staten, 30 oktober 1994) was een  Roemeens wiskundige en econoom. Hij was een van de grondleggers van de  ecologische economie. Tevens wordt hij als een belangrijke inspiratiebron gezien voor de degrowth-beweging.

## Leven
Hij studeerde wiskunde aan de Universiteit van Boekarest en daarna economie aan de Sorbonne in Parijs. Hij vervolgde zijn studie aan het  University College in Londen bij Karl Pearson. In 1932 keerde hij terug naar Roemenië en was hij tot 1942 aan de Universiteit van Boekarest professor in de statistiek, onderbroken door onderzoek aan de  Harvard-universiteit (1934-1936) gefinancierd door Joseph Schumpeter. In 1944 werd hij algemeen secretaris van de Roemeense Wapenstilstand Commissie, maar vluchtte na de machtsgreep van de communisten in zijn land met zijn vrouw naar de Verenigde Staten. Van 1950 tot aan zijn pensionering in 1976 doceerde hij aan de Vanderbilt University, tijdelijk ook aan de Institut de Hautes Études Internationales et du Développement in Genève (1974) en aan de Universiteit van Straatsburg (1977/78).
In 1973 werd hij verkozen tot lid van de American Academy of Arts and Sciences.

## Werk
Georgescu-Roegen was de eerste econoom die Tweede wet van de thermodynamica, en daarmee ook het concept entropie, heeft toegepast op de economie. Daarmee bewees hij dat exponentiële groei op een begrensde planeet uitgesloten is.
Zijn bekendste werk is De wet van de Entropie en het economische process (The Entropy Law and the Economic Process, 1971).
In dit werk argumenteert Georgescu-Roegen dat economische schaarste geworteld is in de fysieke realiteit, dat alle natuurlijke hulpbronnen onherroepelijk worden aangetast als ze worden gebruikt voor economische activiteiten en dat de draagkracht van de Aarde (dat wil zeggen het vermogen van de aarde om de menselijke populaties en consumptieniveaus te ondersteunen) in de toekomst zeker zal afnemen naarmate de eindige voorraad van minerale rijkdommen wordt gebruikt in de economie.
Omdat het niet in de biologische aard van de mens zit om onszelf collectief, permanent en vrijwillig te beperken ten behoeve van toekomstige generaties, is de wereldeconomie op termijn op weg naar een onvermijdelijke ineenstorting, wat uiteindelijk leidt tot het uitsterven van de mens.
Met La décroissance (1979) werd hij het 'brein' achter de degrowth-beweging.